# Casa do povo

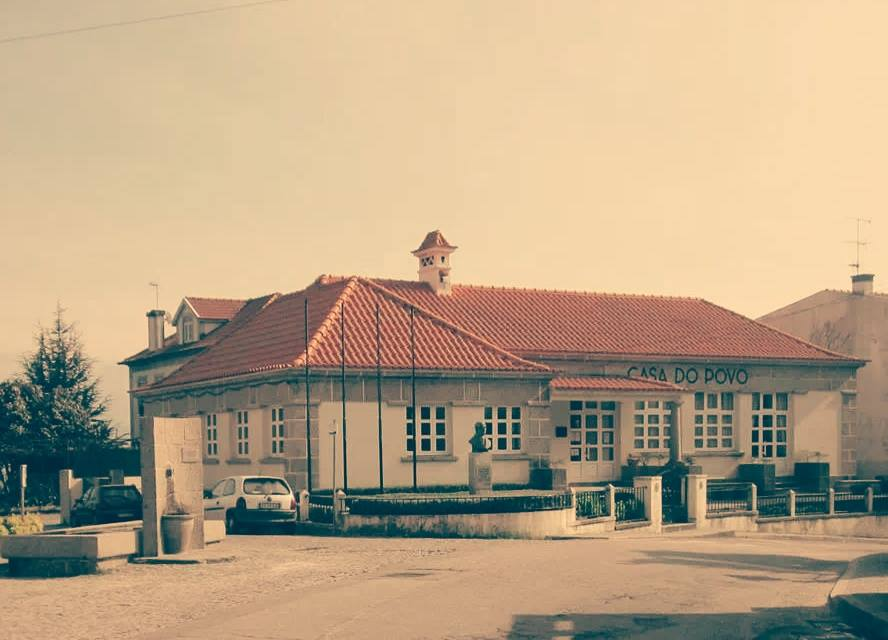
Casa do Povo de Santa Marinha do Zêzere.

A casa do povo era o elemento primário da organização corporativa do trabalho rural, durante o regime corporativista do Estado Novo, em Portugal. Hoje em dia, as casas do povo são, essencialmente, associações locais com fins sociais e culturais.
As casas do povo foram criadas pelo Decreto-Lei n.º 23 051 de 23 de setembro de 1933. Cada casa do povo era um organismo de cooperação social, dotado de personalidade jurídica, destinando-se a colaborar no desenvolvimento económico-social e cultural das comunidades locais, bem como a assegurar a representação profissional e a defesa dos legítimos interesses dos trabalhadores agrícolas. As casas do povo assumiram, também, a função de realizar a previdência social de todos os residentes na sua área de atuação.
Paralelamente às casas do povo, foram criadas as casas dos pescadores com fins semelhantes, em povoações com elevada atividade marítima.
A área de atuação territorial, de cada casa do povo seria, normalmente, correspondente a uma o mais freguesias, dentro de um concelho. As casas do povo agrupar-se-iam em federações regionais e estas, na Corporação da Lavoura.
O Estado apoiava as casas do povo e velava pelo prosseguimento dos seus fins, através da Junta Central das Casas do Povo.
A partir de 1982 e de acordo com o Decreto-Lei n.º 4/82 de 11 de janeiro, as casas do povo passaram a ter o estatuto jurídico de pessoas coletivas de utilidade pública, de base associativa, tendo como finalidade o desenvolvimento de atividades de carácter social e cultural e a cooperação com o Estado e com as autarquias locais, com vista à resolução de problemas que afectem a população local. No mesmo ano, a Região Autónoma da Madeira legisla sobre o funcionamento das Casas do Povo em território madeirense, no âmbito da autonomia político-administrativa prevista na Constituição e no seu Estatuto Político-Administrativo.

## Números
O número de casas do povo aumentou entre 1938 e 1943, ano a partir do qual se verificou uma manutenção do seu
número, nomeadamente durante a década de cinquenta, na ordem das 560 instituições distribuídas pelo país, e na década de sessenta, quando atingiu as 600 instituições. 
Os distritos com maior presença de casas do povo eram Braga, Beja e Portalegre.
Em 1933 foram criadas as caixas de previdência das casas do povo.

## Relevância das casas do povo

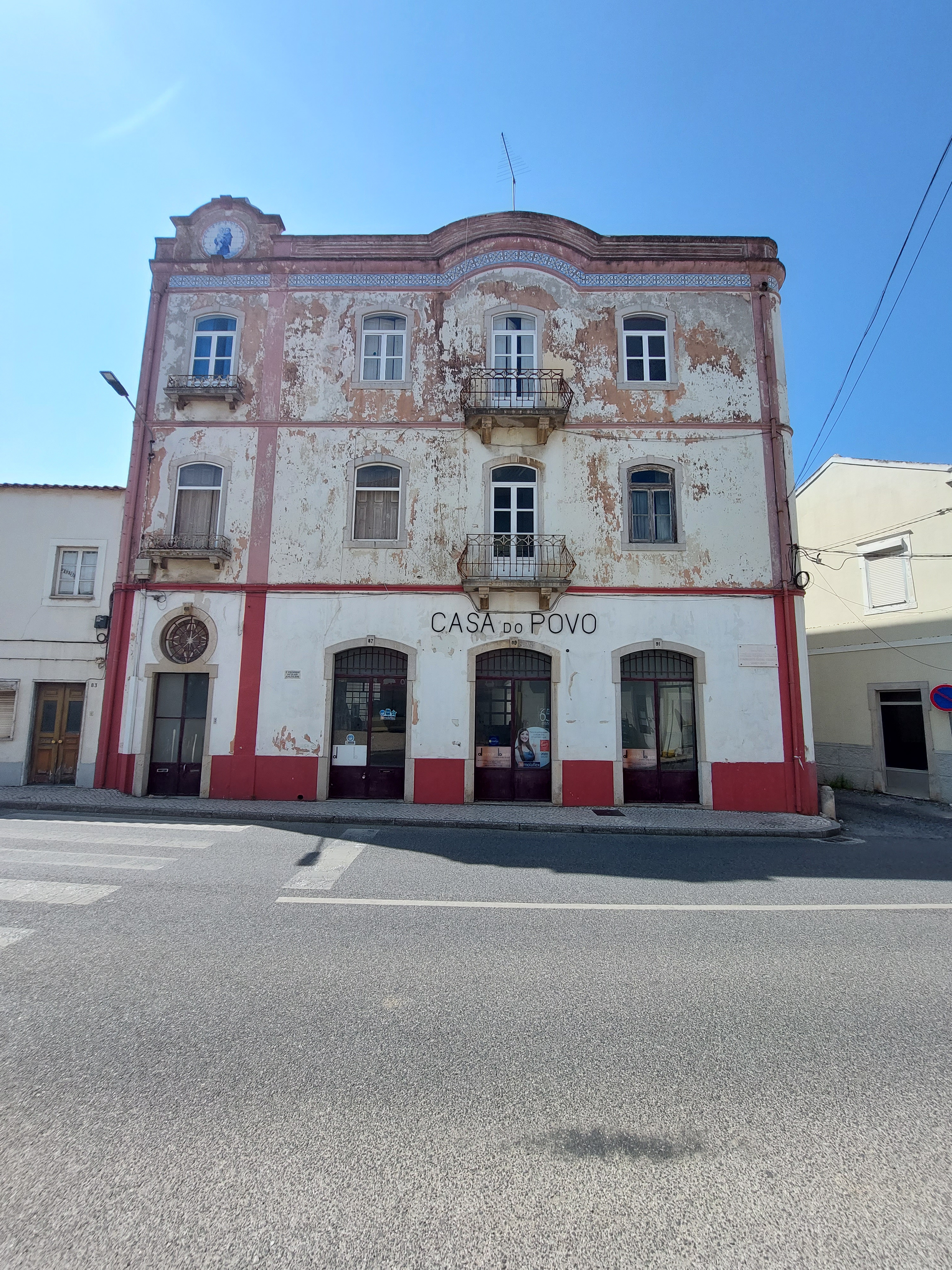
Na Casa do Povo do Bombarral os trabalhadores pagavam uma quota mensal para receberem um subsídio de doença

As casas do povo eram as instituições de previdência que prestavam assistência na doença de âmbito regional e descentralizado, e cuja ação seria consolidada pelo regime. Eram consideradas centros de saúde rurais,
concentrando-se nelas todas as atribuições de assistência em matéria clínica e de previdência social rural. Em 1960, cerca de 90% destas instituições possuíam serviços médicos próprios.

## As Casas do Povo na Região Autónoma da Madeira
Com a redução de suas funções originais, as Casas do Povo passaram a focar no desenvolvimento sócio-cultural das comunidades. Para esse fim, o Governo Regional da Madeira criou o Serviço de Extensão Rural, vinculado à Secretaria Regional da Agricultura e Pescas, com o objetivo de promover o desenvolvimento integral das populações rurais por meio de animação sócio-cultural e apoio técnico.
Devido à escassez de recursos, a expansão das atividades das Casas do Povo foi limitada inicialmente, mas uma estratégia de apoio cultural e recreativo foi implementada para mobilizar as populações locais. Em 1980, foi criada uma comissão de apoio às Casas do Povo, integrada posteriormente ao Serviço de Extensão Rural, para coordenar e orientar as ações voltadas ao desenvolvimento regional.
O Estatuto das Casas do Povo foi formalizado pelo Governo Regional para consolidar esse papel, buscando alavancar as capacidades endógenas das comunidades rurais e promover seu desenvolvimento integral.

### Natureza
Na Região Autónoma da Madeira as Casas do Povo são instituições de base associativa, com personalidade jurídica e autonomia administrativa e financeira, criadas com duração indeterminada, tendom como objetivo promover o desenvolvimento cultural, recreativo e desportivo das comunidades.
O Governo Regional compromete-se a apoiar técnica e financeiramente as Casas do Povo, visando assegurar o cumprimento de seus objetivos e a implementação de animação sócio-cultural como ferramenta pedagógica para o desenvolvimento comunitário.
A coordenação dessa ação está a integradas na Secretaria Regional da Agricultura e Pescas e presidida por um representante da Direção de Serviços de Extensão Rural.

### Fins
As Casas do Povo, na Região Autónoma da Madeira, têm como principal objetivo incentivar as populações a assumirem iniciativas de cooperação solidária nas áreas da cultura, do desporto e do recreio.
Para alcançar esses objetivos, as Casas do Povo devem, de forma independente ou em parceria com entidades públicas ou privadas, promover atividades de animação sócio-cultural. Essas atividades incluem teatro, artes plásticas, folclore, música, fotografia, cinema, leitura, convivência, ocupação dos tempos livres, artesanato, desporto, formação familiar, preservação do património e outras iniciativas que contribuam para o desenvolvimento comunitário.

### Estrutura
As Casas do Povo, na Região Autónoma da Madeira, adquirem personalidade jurídica por meio da publicação do despacho do Secretário Regional da Agricultura e Pescas, que aprova seus estatutos no Jornal Oficial da Região Autónoma da Madeira. A criação de uma Casa do Povo requer um requerimento assinado por pelo menos 50 pessoas aptas a se tornarem sócias, acompanhado de documento emitido pela Comissão Provisória de Apoio às Casas do Povo, confirmando as condições mínimas para o cumprimento dos seus objetivos.
Os estatutos das Casas do Povo devem incluir informações como denominação, área de abrangência, sede, condições para admissão e saída de sócios, direitos e deveres dos associados, estrutura e atribuições da assembleia geral e da direção, condições para o exercício do voto e regras para eventual dissolução da instituição.
As Casas do Povo existentes devem constituir comissões instaladoras, compostas por suas direções, representantes das atividades desenvolvidas, autoridades locais ou associações afins. Essas comissões são responsáveis pela reestruturação das Casas do Povo, garantindo a transição patrimonial por meio de documentação oficial. Caso haja desinteresse das partes envolvidas, o patrimônio será assumido pelos Serviços de Extensão Rural.

#### Área de Atuação
A área de abrangência das Casas do Povo deve ser adequada às suas finalidades, geralmente coincidindo com os limites de uma freguesia.

#### Sócios das Casas do Povo
São sócios das Casas do Povo pessoas maiores de 18 anos, recenseadas e residentes na área de abrangência, que solicitem sua inscrição. Os antigos sócios são automaticamente mantidos como sócios efetivos, salvo manifestação contrária.
As Casas do Povo classificam seus sócios em três categorias:
1. Sócios Efetivos: Antigos sócios ou novos membros que atendam aos requisitos de residência e inscrição.
2. Sócios Honorários: Indivíduos homenageados pela assembleia geral por serviços relevantes prestados à instituição.
3. Sócios Beneméritos: Pessoas que contribuem com doações ou donativos, reconhecidas pela assembleia geral por seu apoio.

### Funcionamento
As Casas do Povo possuem o pessoal necessário ao seu funcionamento, sendo a sua contratação determinada pela direção, com o suporte financeiro indispensável para cobrir os encargos com os trabalhadores. As relações de trabalho entre estas instituições e os seus funcionários seguem a Lei Geral do Trabalho. Os funcionários estão subordinados hierárquica e disciplinarmente à direção e estão impedidos de integrar os órgãos diretivos da instituição em que trabalham.
As receitas das Casas do Povo provêm de várias fontes, incluindo dotações do Governo Regional, receitas obtidas através de acordos com entidades públicas e privadas, proventos de atividades próprias, donativos, legados, heranças e outras fontes devidamente regulamentadas.
O processo eleitoral nas Casas do Povo é um dos elementos fundamentais dos seus estatutos. Podem votar todos os sócios devidamente inscritos e recenseados. As candidaturas são apresentadas pela direção ou por listas subscritas por pelo menos 5% dos sócios eleitores, nunca inferior a 25. As eleições são realizadas por votação secreta, sendo proclamada vencedora a lista mais votada. Em caso de empate, realiza-se um novo ato eleitoral no prazo de 8 dias. Irregularidades no processo eleitoral devem ser comunicadas à Comissão Provisória de Apoio às Casas do Povo, que notificará o Secretário Regional da Agricultura e Pescas para as devidas providências.
Nas fases iniciais de organização, as Casas do Povo podem ser geridas por comissões organizadoras ou instaladoras, que assumem provisoriamente as funções da assembleia geral e da direção. Estas comissões têm o prazo de 180 dias para organizar eleições, seguindo as normas estabelecidas nos estatutos. As Casas do Povo mantêm ainda isenções fiscais e outros benefícios previstos na legislação, que visam apoiar as suas atividades.
Este regime jurídico está adaptado às especificidades da Região Autónoma da Madeira, com normas que garantem a autonomia e a eficiência destas instituições enquanto pilares do apoio comunitário e da promoção da cidadania.